# Pokr Sepasar
Pokr Sepasar ou Poqr Sepasar (en arménien Փոքր Սեպասար) est une communauté rurale du marz de Shirak en Arménie. En 2008, elle compte 216 habitants.